# 沃德勒库尔
沃德勒库尔（法語：Vaudrecourt，法語發音：[vodʁəkuʁ]）是法国上马恩省的一个市镇，属于肖蒙区。

## 地理
沃德勒库尔（48°12'24"N, 5°38'59"E）面积2.6 平方千米，位于法国大東部大區上马恩省，该省份为法国东北部内陆省份，北起马恩省和默兹省，西接奥布省，西南接科多尔省，东南接上索恩省，东临孚日省。
与沃德勒库尔接壤的市镇（或旧市镇、城区）包括：乌特勒梅库尔、索姆雷库尔、默兹河和穆宗河间布尔蒙。

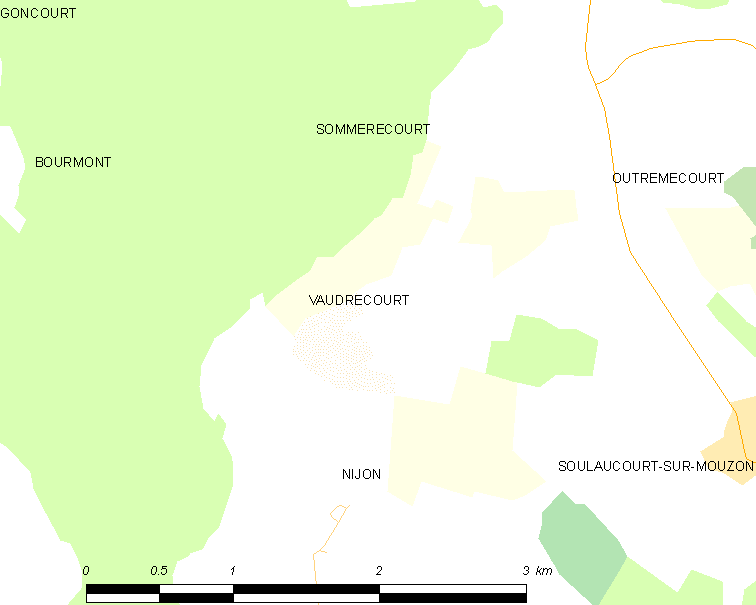
沃德勒库尔的OSM定位图

沃德勒库尔的时区为UTC+01:00、UTC+02:00（夏令时）。

## 行政
沃德勒库尔的邮政编码为52150，INSEE市镇编码为52505。

## 政治
沃德勒库尔所属的省级选区为普瓦松县。

## 人口

1962-2008年间沃德勒库尔人口变化图示

沃德勒库尔于2022年1月1日时的人口数量为32人。